# NHL 1921/1922
Sezóna 1921/1922 byla 5. sezonou NHL. Vítězem NHL se stal tým Toronto St. Patricks, který následně ve finále Stanley Cupu porazil vítěze WCHL - Vancouver Millionaires a získal tak i Stanley Cup.
Byl zaveden nový systém soutěže. Sezona se již nedělila na poloviny, ale počítala se tabulka celé sezony dohromady. Nejlepší dva týmy se pak systémem doma-venku střetly o prvenství v NHL a právo reprezentovat ve finále Stanley Cupu.

## Konečná tabulka základní části
| Tým                  | Z  | V  | P  | R | B  | VG  | IG  |
| -------------------- | -- | -- | -- | - | -- | --- | --- |
| Ottawa Senators      | 24 | 14 | 8  | 2 | 30 | 106 | 84  |
| Toronto St. Patricks | 24 | 13 | 10 | 1 | 27 | 98  | 97  |
| Montreal Canadiens   | 24 | 12 | 11 | 1 | 25 | 88  | 94  |
| Hamilton Tigers      | 24 | 7  | 17 | 0 | 14 | 88  | 105 |

## Play off o vítězství v NHL
Toronto St. Patricks vs. Ottawa Senators
| Datum      | Tým                  | Skóre | Tým             | Skóre |
| ---------- | -------------------- | ----- | --------------- | ----- |
| 11. března | Toronto St. Patricks | 5     | Ottawa Senators | 4     |
| 13. března | Toronto St. Patricks | 0     | Ottawa Senators | 0     |

Toronto zvítězilo celkově 5:4 a vybojovalo si právo reprezentovat NHL ve finále Stanley Cupu.

## Ocenění
O'Brien Cup — Toronto St. Patricks

## Finále Stanley Cupu
Vzhledem k tomu, že vznikla nová profesionální liga - WCHL, a tak se o Stanley Cup ucházely tři týmy.

### Účastníci
- Toronto St. Patricks - vítěz NHL 1921/1922
- Regina Capitals - vítěz WCHL 1921/1922
- Vancouver Millionaires - vítěz PCHA 1921/1922

### Semifinále
| #                                                          | Datum  | Vítězný tým            | Skóre | Poražený tým           | Místo konání |
| ---------------------------------------------------------- | ------ | ---------------------- | ----- | ---------------------- | ------------ |
| 1                                                          | březen | Regina Capitals        | 2–1   | Vancouver Millionaires | Vancouver    |
| 2                                                          | březen | Vancouver Millionaires | 4–0   | Regina Capitals        | Regina       |
| Millionaires zvítězili celkově 5:2 a postoupili do finále. |        |                        |       |                        |              |

### Finále
| #                                                                   | Datum      | Pozn.        | Vítězný tým            | Skóre | Poražený tým           | Místo konání           |
| ------------------------------------------------------------------- | ---------- | ------------ | ---------------------- | ----- | ---------------------- | ---------------------- |
| 1                                                                   | 17. března |              | Vancouver Millionaires | 4–3   | Toronto St. Patricks   | Arena Gardens, Toronto |
| 2                                                                   | 20. března | 4:50, prodl. | Toronto St. Patricks   | 2–1   | Vancouver Millionaires | Arena Gardens, Toronto |
| 3                                                                   | 23. března |              | Vancouver Millionaires | 3–0   | Toronto St. Patricks   | Arena Gardens, Toronto |
| 4                                                                   | 25. března |              | Toronto St. Patricks   | 6–0   | Vancouver Millionaires | Arena Gardens, Toronto |
| 5                                                                   | 28. března |              | Toronto St. Patricks   | 5–1   | Vancouver Millionaires | Arena Gardens, Toronto |
| Toronto St. Patricks zvítězilo 3:2 na zápasy a získalo Stanley Cup. |            |              |                        |       |                        |                        |